# Schleswig-Holsteinische Tageszeitung
Die Schleswig-Holsteinische Tageszeitung (SHTZ) war reichsweit die erste regionale nationalsozialistische Tageszeitung. Die SHTZ erschien erstmals am 2. Januar 1929 in Itzehoe. Erster Hauptschriftleiter (Chefredakteur) war Bodo Uhse. Uhse wurde 1930 entlassen, neuer Redaktionsleiter wurde Walther Fröbe.
Die SHTZ stand von Beginn an in scharfer Konkurrenz zur Tageszeitung Das Landvolk, die ebenfalls ab Januar 1929 in Itzehoe erschien. Deren Hauptschriftleiter war Bruno von Salomon, der sich mit Uhse anfreundete. Beide unterstützen den radikalen Flügel der Landvolkbewegung um Claus Heim, was nicht der Strategie der NSDAP entsprach. Darum wurde Uhse von Gauleiter Hinrich Lohse entlassen.
Die Zeitung erschien bis 1945 und hatte 1937 mit 22.000 Exemplaren ihre höchste Auflage.